# Salo Muller

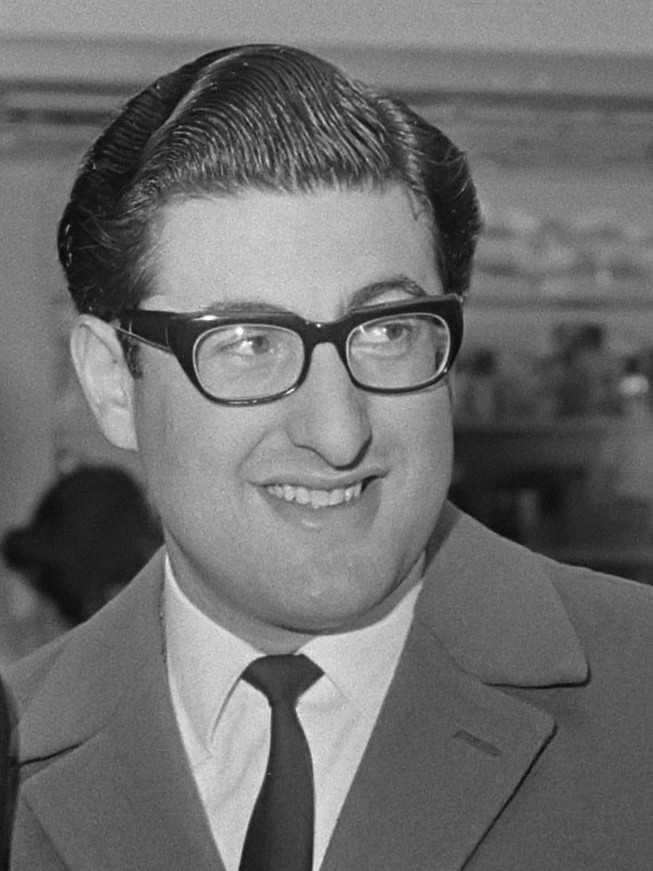
Salo Muller (1969)

Salomon „Salo“ Barend Muller (geboren 29. Februar 1936 in Amsterdam) ist ein niederländischer Autor. Als Kind überlebte er den Holocaust. Von 1959 bis 1972 arbeitete er als Physiotherapeut für das Fußballteam von Ajax Amsterdam. 2018 erreichte er, dass die Nederlandse Spoorwegen eine Summe von insgesamt 50 Millionen Euro als Entschädigung an deportierte Juden zur Verfügung stellte. Im Juli 2020 wandte er sich an Bundeskanzlerin Angela Merkel und forderte die deutsche Regierung ebenfalls zur Zahlung von Entschädigungen auf, da auch die Deutsche Reichsbahn an der Deportation niederländischer Juden mitverdient habe.

## Biographie

### Kindheit im Versteck
Salo Muller ist der Sohn von Lena Blitz (geb. 20. Oktober 1908) und Louis Muller (geb. 20. Juli 1903). Beide arbeiteten bei einem Textilunternehmen in der Amsterdamer Jodenbreestraat. Die Familie wohnte in der Molenbeekstraat 34 in der Rivierenbuurt.
Während der deutschen Besetzung der Niederlande im Zweiten Weltkrieg wurden die Eltern von Salo Muller 1942 wegen ihrer jüdischen Herkunft auf ihrer Arbeitsstelle zusammen mit anderen jüdischen Mitarbeitern gefangen genommen. Die Mutter hatte Salo, damals fünf Jahre alt, morgens noch in den Kindergarten gebracht. Die letzten Worte, an die er sich von ihr erinnert, waren: „Tot vanavond en lief zijn hoor!“ („Bis heute Abend und sei schön brav!“). Er wurde abends von deutschen Soldaten bei seiner Tante Judith Menist-Blitz, der Schwester seiner Mutter, und deren Ehemann Louis aufgespürt und ins „Kinderhaus“ der Amsterdamer Sammelstelle Hollandsche Schouwburg gebracht. Vier Tage später wurde Salo Muller mit Hilfe von Walter Süskind von seinem Onkel aus dem „Kinderhaus“ geholt. Seine Eltern wurden in das Durchgangslager Westerbork und weiter mit dem Zug nach Auschwitz deportiert. Dort wurde seine Mutter am 12. Februar und sein Vater am 30. April 1943 ermordet, auch die Eltern und Geschwister von Louis Muller sowie die Mutter von Lena Muller-Blitz wurden 1943 in Vernichtungslagern getötet. Ein Bruder von Louis Menist, der Gewerkschafter Ab Menist, wurde im April 1942 als Widerständler von den Deutschen auf der Leusderheide hingerichtet.
Salo Muller wurde vom Widerstand in acht verschiedenen Verstecken untergebracht, darunter in Friesland, wo er „Japje“ genannt wurde. Mitunter musste er sich unter Fußbodendielen verstecken, wo er von Ratten und Mäusen gebissen wurde. Einmal fuhr er mit dem Bauern, bei dem er untergebracht war, zu einem Lebensmittelgeschäft, um Mehl und Brot zu holen. Als der Händler damit drohte, zu verraten, dass er ein jüdisches Kind verstecke, erstach der Bauer den Mann nach der Aussage von Salo Muller vor den Augen des Jungen mit einer Mistgabel und vergrub dessen Leiche. Nach der Befreiung holte Tante Judith ihren Neffen zurück nach Amsterdam. Er konnte sich weder an seinen richtigen Namen noch an seinen Geburtstag erinnern und sprach nur Friesisch. Er war ängstlich und oft krank, er stotterte und litt an Asthma.

### Physiotherapeut bei Ajax Amsterdam

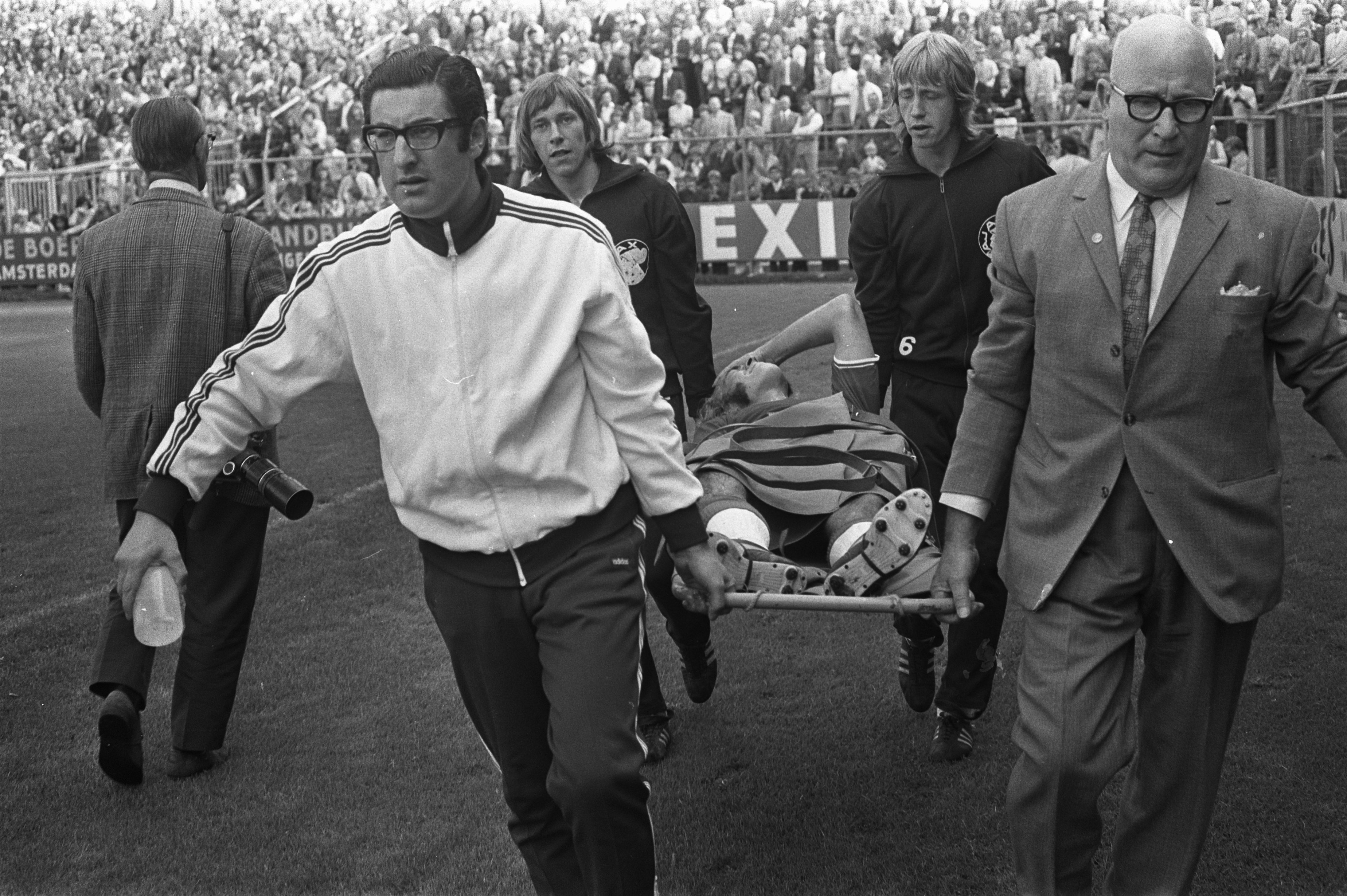
1971: Muller (l.) trägt mit Unterstützung den verletzten Ajax-Spieler Horst Blankenburg vom Platz.

In Amsterdam besuchte Salo Muller im Alter von zehn Jahren erstmals eine Grundschule. Von einer weiterführenden Schule wurde er wegen rebellischen Verhaltens verwiesen; er wechselte auf eine Handelsschule, die er ohne Abschluss verließ. Da er gerne Arzt geworden wäre, brachte ihn seine Tante auf die Idee, stattdessen eine Schule für Physiotherapie zu besuchen. In dieser Zeit lernte er seine spätere Frau Conny van der Sluis (geb. 1941) kennen, deren Eltern im Vernichtungslager Sobibor ermordet worden waren. Sie lebte damals in Toronto und war nach Amsterdam gekommen, um ein Praktikum in der Modebranche zu machen. Die Heirat fand 1963 statt, und das Ehepaar bekam zwei Kinder.
Mullers Ausbilder, der ihn für besonders begabt hielt, empfahl ihn dem Fußballteam von Ajax Amsterdam, wo er von 1959 bis 1971 tätig war, in den „goldenen Jahren“ des Vereins mit Johan Cruyff, Piet Keizer und Rinus Michels. Wenn einer der Spieler verletzt war, war er „mit seiner Buddy-Holly-Brille und dem streng zurückgekämmten schwarzen Haar“ derjenige, der auf das Spielfeld lief, um diesen zu behandeln, was ihn bei den Fans populär und zu einer Art „Maskottchen“ machte. Zu seinem 80. Geburtstag schrieb der Ajax-Chronist David Endt: „Een voetbalmiddag zonder tenminste één reddende ren van Salo was incompleet.“ („Ein Fußballnachmittag ohne mindestens einen rettenden Lauf von Salo war unvollkommen.“) Aber es gab auch Konfrontationen mit der „konservativen Fußballwelt“, in der Verletzungen noch überwiegend mit Schmerzmitteln behandelt wurden und wo man einem Physiotherapeuten mit neuen Ideen kritisch begegnete. Muller: „Sie sahen mich als notwendiges Übel.“
Wenn das Team zu Auswärtsspielen mit dem Zug reiste, musste Muller daran denken, dass seine Eltern wie rund 107.000 weitere jüdische Menschen mit der Eisenbahn deportiert worden waren, weshalb ihm Züge „ein mulmiges Gefühl“ bereiteten: „Die Leute wurden in Viehwaggons transportiert, viele erstickten, es war furchtbar.“ 1968 weigerte er sich, mit dem Zug zu einem Europapokalspiel zu fahren, da das betreffende Spiel am 2. Oktober an Jom Kippur in Nürnberg – „ausgerechnet Nürnberg!“ – ausgetragen werden sollte, ein Tag, an dem er jährlich seiner Eltern gedenkt. Als Muller deshalb um einen freien Tag bat, drohte ihm der Club mit Kündigung, und er gab nach. Antisemitische Äußerungen eines Teamarztes wurden nach einer Beschwerde von Muller von der Vereinsleitung heruntergespielt. Als er einige Jahre später um eine Gehaltserhöhung bat (seine Frau hatte ausgerechnet, dass er bei 80 Arbeitsstunden wöchentlich wenig mehr als zwei Gulden die Stunde verdiente), wurde er von Ajax entlassen. In der Folgezeit baute er seine eigene Physiotherapiepraxis aus und hatte auch prominente Kunden: „Ich habe immer hart gearbeitet, um nicht an früher denken zu müssen“, sagte er in einem Interview. Darüber hinaus war er 30 Jahre lang Chefredakteur von Fysioscoop, einer Zeitschrift für Physiotherapie, und schrieb zwei Bücher über die Behandlung von Sportverletzungen.

### Auseinandersetzung mit der Vergangenheit und Engagement
Fast 50 Jahre lang sprach Salo Muller nicht über seine Erinnerungen und Traumata, nicht einmal mit seiner Frau Conny, obwohl sie ein ähnliches Schicksal hatte wie er. 1995 nahm er auf Drängen seiner Frau an Steven Spielbergs Zeitzeugenprojekt Survivors of the Shoah Visual History Foundation teil, was bei ihm zu einem „Durchbruch“ führte: „Danach hörte er nicht mehr auf zu reden.“ 2005 publizierte er in den Niederlanden seine Autobiographie Tot vanavond en lief zijn hoor. Er hielt Lesungen vor Schulklassen und veröffentlichte weitere Bücher.
2014 erfuhr Salo Muller, dass die französische Bahngesellschaft SNCF überlebenden Juden und ihren Nachkommen in den USA eine Entschädigungssumme von 60 Millionen Dollar zahlen werde. Daraufhin wandte er sich mit einem Brief an die Nederlandse Spoorwegen (NS), die den deutschen Besatzern vor 1945 pro deportierte Person fünf Gulden in Rechnung gestellt hatten, später sogar sieben Gulden und fünfzig Cent. Diese Kosten wurden zum Teil von den Opfern selbst getragen, indem sie etwa für die Fahrt nach Westerbork Fahrkarten kaufen mussten. Die NS lehnte jedoch individuelle Entschädigungen ab. Die Redaktion einer Fernsehsendung griff das Thema auf, und Salo Muller selbst suchte den persönlichen Kontakt zu Roger van Boxtel, Präsident der NS und früherer Funktionär von Ajax Amsterdam. Zudem erhielt Muller die Unterstützung der Anwältin Liesbeth Zegveld. Ende 2018 willigten die NS ein, eine Anlaufstelle für Opfer von Bahntransporten im Zweiten Weltkrieg einzurichten (Commissie Individuele Tegemoetkoming Slachtoffers WO II Transporten NS); zum Vorsitzenden der zuständigen Kommission wurde Amsterdams ehemaliger Bürgermeister Job Cohen ernannt. Die NS stellten 50 Millionen Euro als Entschädigungssumme zur Verfügung; es meldeten sich rund 7000 betroffene Menschen.
2020 schrieb Salo Muller im Namen weiterer Holocaustopfer an Bundeskanzlerin Angela Merkel und forderte ebenfalls eine Entschädigung von der deutschen Bundesregierung. Die Deutsche Reichsbahn hatte für die Transporte von jüdischen Menschen in Vernichtungslager nach Schätzungen von Historikern umgerechnet etwa 16 Millionen Euro erhalten. Salo Muller: „Auch die Reichsbahn hat an den Transporten verdient.“ Wegen der komplexen Rechtslage könne die Deutsche Bahn nicht direkt belangt werden, die deutsche Regierung habe aber eine „moralische Verpflichtung“, so Salo Muller. Im Januar 2021 wurde bekannt, dass die Bundestagsfraktionen von Bündnis 90/Die Grünen, der Linken und der FDP diese Forderung Mullers unterstützen. Mullers Anwalt Axel Hagedorn räumte ein, dass die Erfüllung der Forderung juristisch schwierig sei, es aber von deutscher Seite aus eine moralische Verpflichtung gebe.

## Gedenken
Vor dem Haus Molenbeekstraat 34 in Amsterdam wurden 2007 zwei Stolpersteine für Lena Blitz und Louis Muller, die Eltern von Salo Muller, verlegt. Auch für die Eltern von Conny Muller wurden Stolpersteine verlegt.
2008 wurden Pietje Heddema-Bos und Klaas Vellinga aus dem friesischen Ort Drachtstercompagnie, für ihren Einsatz zur Rettung von Salo Muller von Yad Vashem posthum geehrt.

## Publikationen
- Sport en ongevallen. Gottmer, Haarlem 1976, ISBN 90-257-0322-4 (niederländisch).
- Alles over sportblessures. Aramith, Bloemendaal 1993, ISBN 90-6834-146-4 (niederländisch).
- Tot vanavond en lief zijn hoor! Oorlogsherinneringen. Houtekiet, Antwerpen/Amsterdam 2005, ISBN 90-5240-819-X (niederländisch).
  - See You Tonight and Promise to be a Good Boy! War memories. Amsterdam Publishers, 2017, ISBN 978-94-92371-55-3 (englisch, niederländisch: Tot vanavond en lief zijn hoor! Oorlogsherinneringen. Übersetzt von Mandy R. Evans-Wijnperle).
  - Bis heute Abend ... und sei ein braver Bub! Bahoe Books, Wien 2021, ISBN 978-3-903290-56-3 (niederländisch: Tot vanavond en lief zijn hoor! Oorlogsherinneringen. Übersetzt von Christina Siever).
- De foto. Roman. Verbum, Laren 2013, ISBN 978-90-74274-99-9 (niederländisch).
- Mijn Ajaxjaren: de voorbesprekingen, de spelschema's, de kleedkamergesprekken, de trainingskamoen, de wedstrijden en nog veel meer van het gouden Ajax 1959–1972. Just Publishers, 2017, ISBN 978-90-8975-502-5 (niederländisch).
- Nunes Vaz: een familiegeschiedenis. Verbum, 2017, ISBN 978-90-74274-88-3 (niederländisch).
- Blootgegeven. Brug, 2020, ISBN 978-90-6523-543-5 (niederländisch).